# Adenylierung

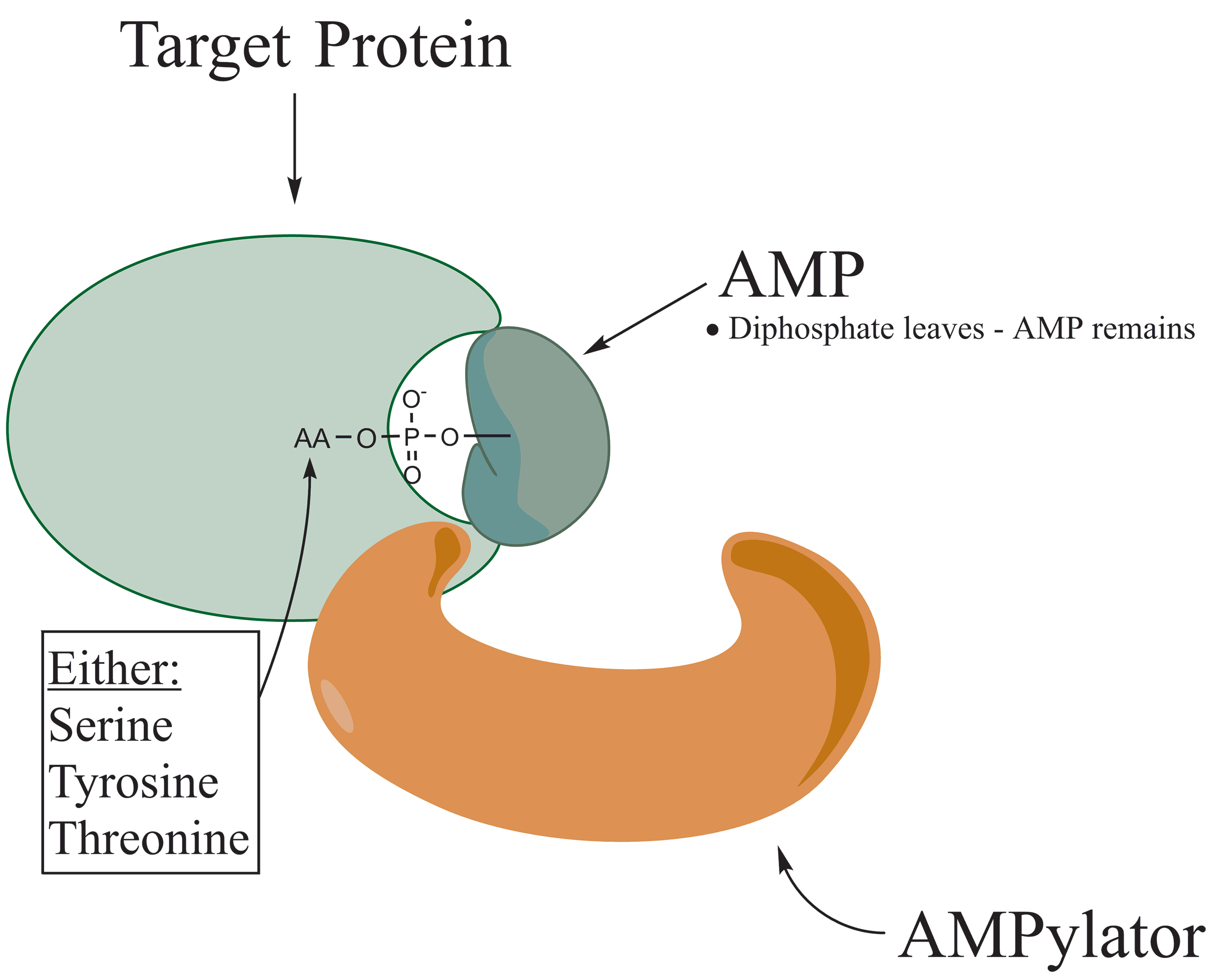
Adenylation durch Addition eines AMP an ein Protein

Die Adenylierung (auch Adenylylierung) ist eine posttranslationale Modifikation von Proteinen, bei der eine Adenosinmonophosphat-Gruppe angehängt wird.

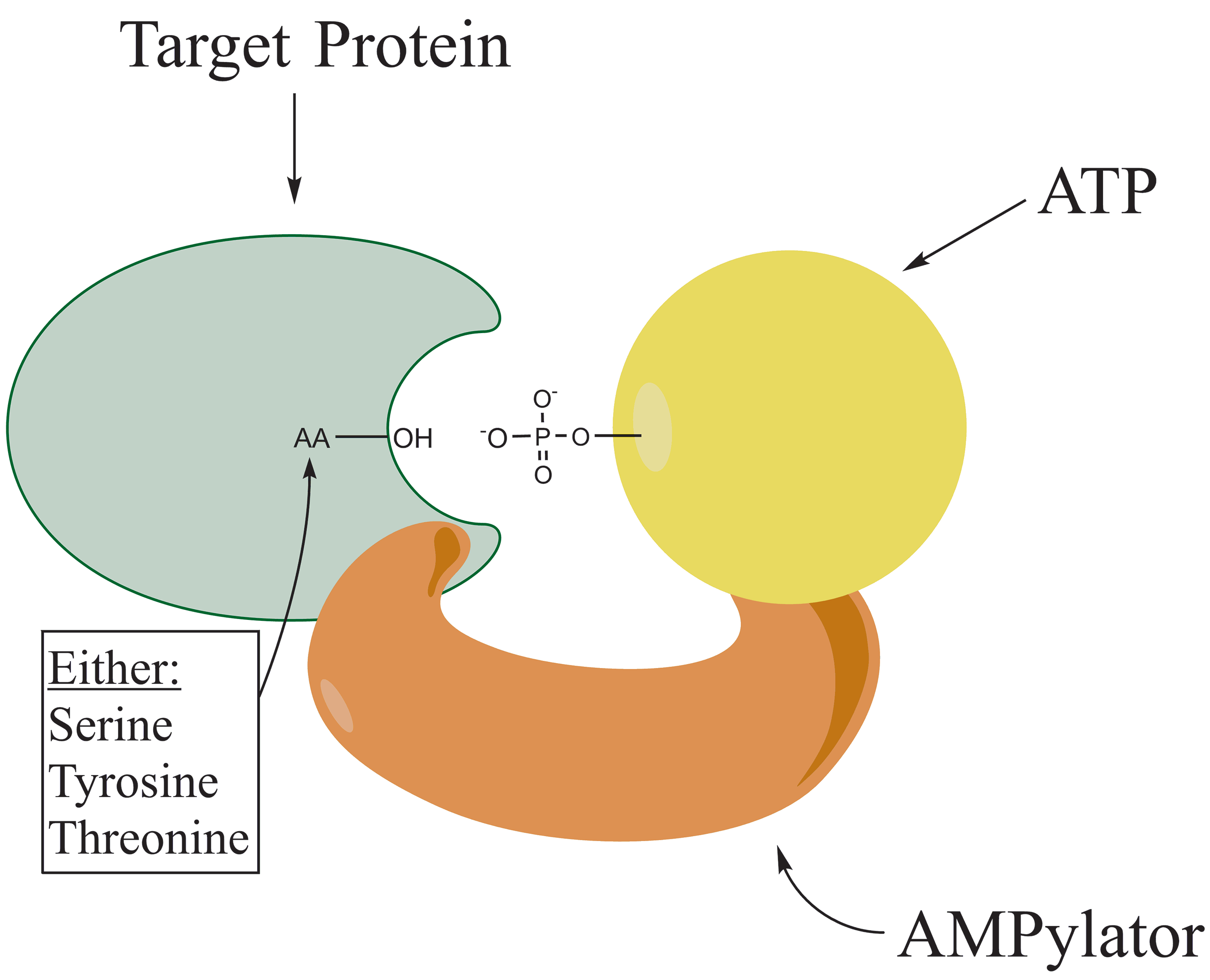
Übertragung eines ATP durch ein adenylierendes Enzym auf ein Protein

## Eigenschaften
Die adenylierte Aminosäure im Protein ist z. B. ein Tyrosin. Die Adenylierung eines Proteins erfolgt durch Reaktion einer Hydroxygruppe, Aminogruppe oder Sulfhydrylgruppe des Proteins mit Adenosintriphosphat, bei der Pyrophosphat abgespalten wird.
Das Ausmaß der Adenylierung der Glutamin-Synthetase hängt von dem Verhältnis von Glutamin zu α-Ketoglutarat ab. Je größer das Verhältnis, desto mehr erfolgt eine Adenylierung bei den Monomeren, wodurch ihre Enzymaktivität abnimmt. Daher ist die Adenylierung ein Anzeichen für ausreichende Konzentrationen an Glutamin-gebunden Amin, eine geringe Adenylierung dagegen zu einer verstärkten Fixierung von Ammoniak durch die Glutamin-Synthetase.
Die adenylierenden Enzyme der ANL-Familie umfassen z. B. Acyl- und Aryl-CoA-Synthetasen, die firefly luciferase und die Adenylierungs-Domänen der modularen nicht-ribosomalen Peptidsynthetasen (NRPS). In NRPS erfolgt durch die Adenylierung die Initiation der Proteinbiosynthese durch Aktivierung der Aminosäure.